# Fawzi Abdussalam
Fawzi Abdussalam (em árabe: فوزي عبد السلام) foi um ciclista líbio. Competindo no ciclismo de pista, ele representou seu país na prova de velocidade nos Jogos Olímpicos de Moscou 1980.